# Elaphoglossum lepidotum
Elaphoglossum lepidotum là một loài dương xỉ trong họ Dryopteridaceae. Loài này được Willd. J. Sm. mô tả khoa học đầu tiên năm 1857.